# Frederick Thomas Trouton

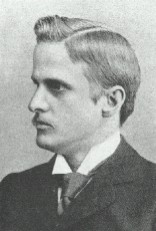
Frederick Thomas Trouton.

Frederick Thomas Trouton (* 24. November 1863 in Dublin; † 21. September 1922 in Downe) war ein irischer Experimentalphysiker. Bekannt wurde Trouton durch die Pictet-Trouton-Regel, das Trouton-Noble-Experiment sowie das Trouton-Rankine-Experiment. 

## Herkunft
Trouton stammte aus einer wohlhabenden Dubliner Familie und studierte am Trinity College Dublin. Als brillanter Student der Ingenieurwissenschaften (er beteiligte sich z. B. noch als Student an Vermessungsarbeiten für geplante Eisenbahnstrecken) und Physik erhielt er noch vor der Graduierung die Goldmedaille der Universität. 

## Karriere
Die Pictet-Trouton-Regel, dass bei vielen Flüssigkeiten der Entropiezuwachs pro Mol beim Verdampfen gleich ist, entdeckte er noch als Student durch Vergleich von Messwerten in Lehrbüchern.
1884 wurde er Assistent von George Francis FitzGerald, der als einer der wenigen Maxwells Theorie elektromagnetischer Wellen ernst nahm und gleich nach dem Bekanntwerden der Experimente von Heinrich Hertz diese aufgriff (Vortrag British Association 1888) und Trouton anregte, auf diesem Gebiet zu arbeiten. Nach der Kritik von William Mitchinson Hicks (1901) am Michelson-Morley-Experiment regte Joseph Larmor eine Überprüfung der Längenkontraktion (ein wichtiger Bestandteil von Larmors eigener elektrodynamischer Theorie) auf anderem Weg an, was zunächst FitzGerald und nach dessen Tod 1901 sein Schüler Trouton aufgriff. Daraus entstand zusammen mit seinem Studenten Noble das Trouton-Noble-Experiment, bei dem Trouton ursprünglich vorschwebte, aus der Bewegung der Erde gegen den „Äther“ mit einem Kondensator Energie zu gewinnen (er erwartete ein positives Ergebnis). Die erwarteten Effekte wurden aber nicht gefunden.
1897 wurde er Fellow der Royal Society. 1902 nahm er die Quain-Professur für Experimentalphysik am University College London an, die er bis zu einem krankheitsbedingten Rückzug Ende 1914 innehatte. Danach lebte er zurückgezogen in Tilford in Surrey und ab 1922 in Downe in Kent. Die letzten fünf Jahre seines Lebens war er an beiden Beinen gelähmt.